# 熱闘!スポーツクイズ
『熱闘!スポーツクイズ』（ねっとう スポーツクイズ）は、1988年4月8日から同年9月30日までテレビ東京系列局で放送されていた、テレビ東京製作のスポーツを題材にしたクイズ番組である。放送時間は毎週金曜 21:00 - 21:54 （日本標準時）。
毎回何かしらのスポーツをテーマに選んではそれと関係するクイズを出題していた。解答者は毎回5人。

## 出演者

### 司会
- 渡辺徹
- 久和ひとみ

### 解答者
- 藤本義一
- 京本政樹
- ダンプ松本
- ほか

### ナレーター
- 宮内恒雄